# Epipactis microphylla
Epipactis microphylla és una espècie d'orquídia pertanyent a la família Orchidaceae, de distribució mediterrània a Europa, des d'Espanya i França fins a Alemanya, arribant fins a Iran i països limítrofs.

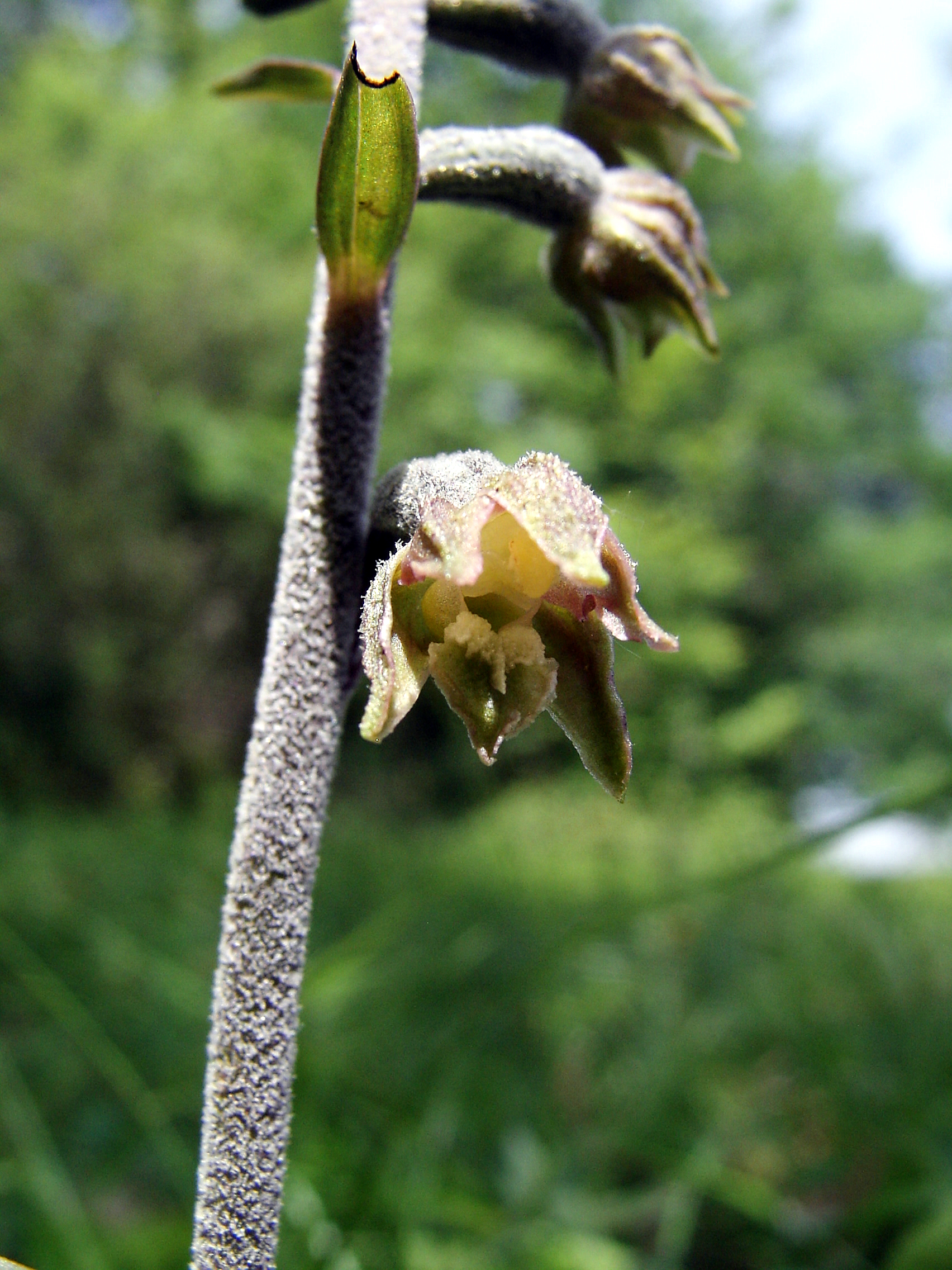
Detall de la flor

## Descripció
És una espècie petita i delicada amb fulles verdes glauques, sense rellevància, en general peluda. No té la típica roseta de fulles bassals de moltes altres espècies d'orquídies, sinó que, presenta algunes fulles, petites i lanceolades, repartides al llarg de la tija, erecta, prima i pubescent a la inflorescència. Les flors formen una petita espiga a la part superior de la tija, poden ser una mica pèndules, mai erectes. L'ovari de les flors està cobert de pèls, característica que permet diferenciar-les d'Epipactis helleborine, espècie que també és pròpia de zones boscoses i que té l'ovari sense pèls. Floreix gairebé a dins l'estiu.

## Distribució i hàbitat
És pròpia d'alzinars de muntanya, fagedes i rouredes, en general boscos humits i ombrívols, i per això menys freqüent en boscos de coníferes.